# Pomnik Tadeusza Kościuszki w Poznaniu

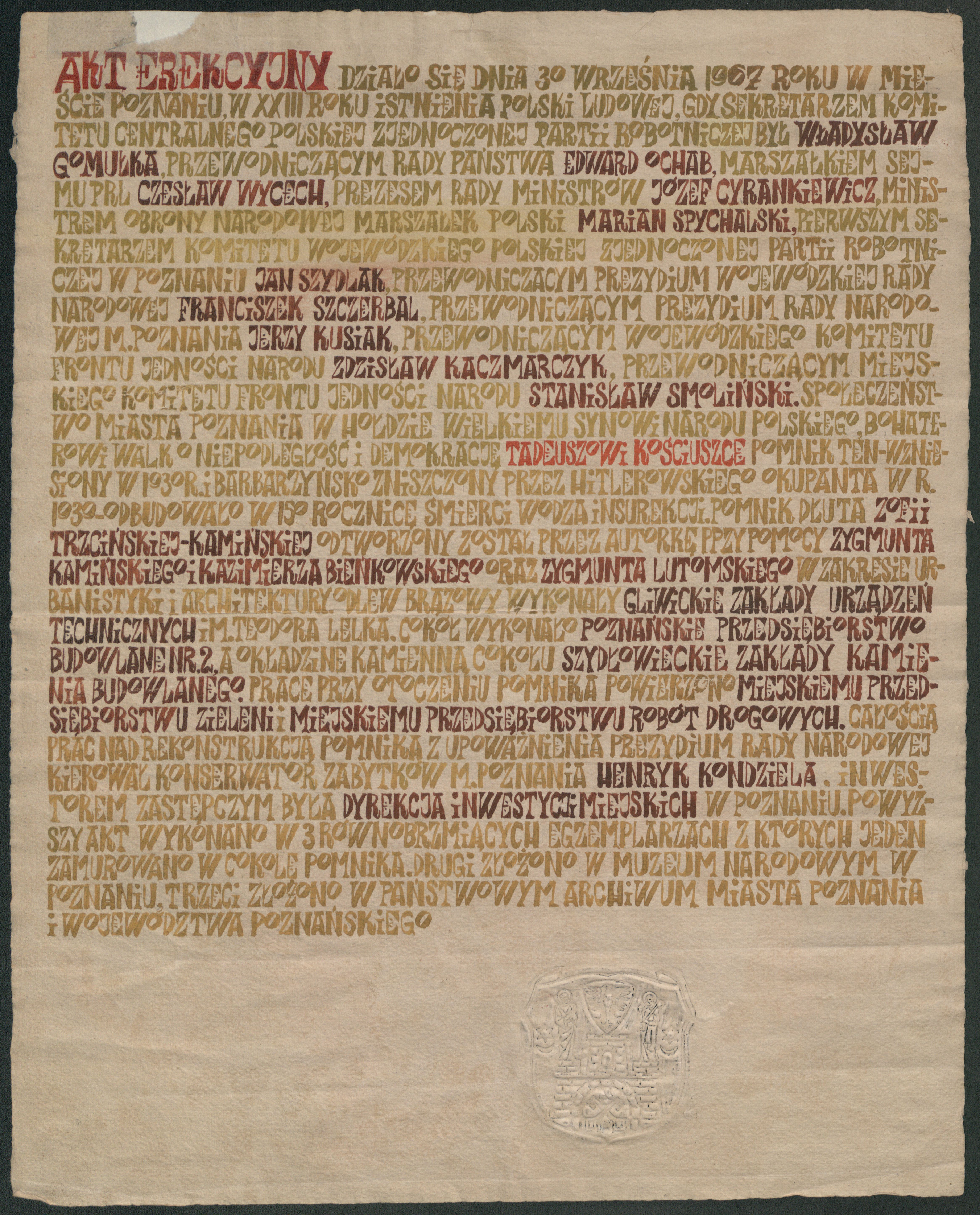
Akt erekcyjny pomnika Tadeusza Kościuszki w Poznaniu z 1967 r.

Pomnik Tadeusza Kościuszki w Poznaniu – monument upamiętniający Tadeusza Kościuszkę w Poznaniu na Grunwaldzie na osiedlu administracyjnym Św. Łazarz.

## Charakterystyka
Pierwsze pomysły upamiętnienia Tadeusza Kościuszki pomnikiem powstały w Poznaniu już w 1919, rychło po zniszczeniu niemieckich monumentów, zdobiących miasto pod zaborem (m.in. pomnika Bismarcka, pomnika Wilhelma I, czy Löwendenkmalu).
Pomnik zaprojektowała Zofia Trzcińska-Kamińska na Powszechną Wystawę Krajową w 1929. Pierwotny, patynowany gipsowy posąg zastąpiono po wystawie pomnikiem z brązu. Odsłonięcie nowego pomnika odbyło się u zbiegu ul. Grunwaldzkiej i Roosevelta 27 grudnia 1930, w 12 rocznicę wybuchu powstania wielkopolskiego. Zniszczony przez Niemców podczas II wojny światowej. Został odtworzony w 1967 r. przez autorkę pierwotnego projektu i  stanął na skwerze u zbiegu ulic Grunwaldzkiej i Bukowskiej. Za materiał posłużył dzwon z wieży zegarowej dawnego Zamku Cesarskiego, który spadł w trakcie działań wojennych w 1945.